# Associazione Calcio ChievoVerona 2002-2003
Questa voce raccoglie le informazioni riguardanti l'Associazione Calcio ChievoVerona nelle competizioni ufficiali della stagione 2002-2003.

## Stagione

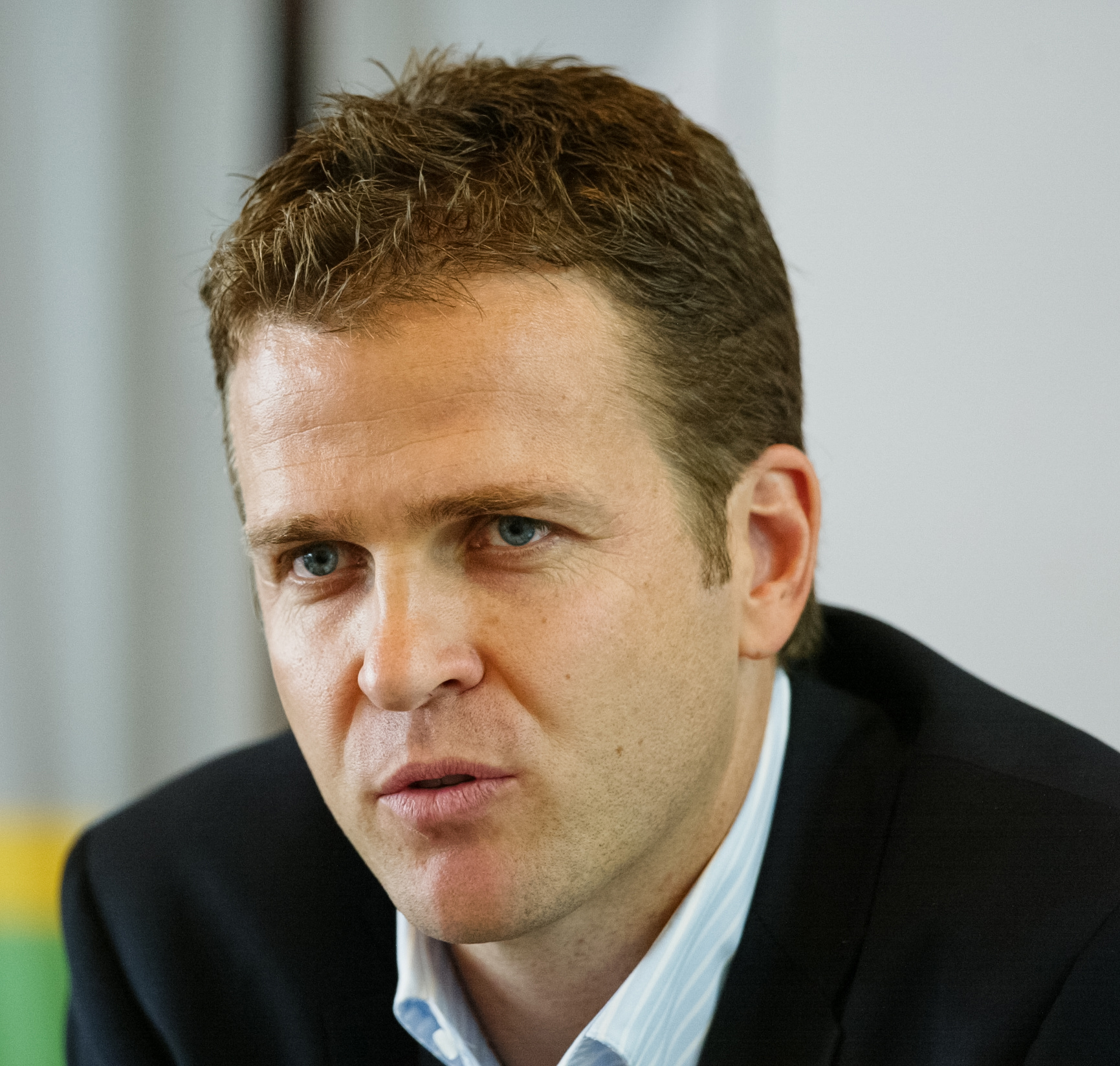
L'attaccante Oliver Bierhoff, neoacquisto della stagione.

Dopo il 5º posto nella stagione d'esordio, per la stagione 2002-2003 la società clivense ha preso il tedesco Oliver Bierhoff (alla sua ultima annata da giocatore). A Verona ha fatto clamore il caso relativo al brasiliano Eriberto, il cui nome reale si scoprì essere Luciano Siqueira de Oliveira: anche la sua età era stata falsificata, attribuendogli circa 3 anni in meno. È stato squalificato per 6 mesi, ed ha subito anche un'ammenda di 160 000 euro. Sempre allenato dal Luigi Delneri, nella Coppa Italia il Chievo entra in scena negli ottavi superando il Piacenza, poi nei quarti di finale, viene estromesso nel doppio confronto dal Milan.
Nella Coppa UEFA, il Chievo è stato subito eliminato dalla Stella Rossa. Si è reso invece protagonista ancora di un buon campionato, confermandosi tra le rivelazioni del torneo. All'ultima giornata ha perso (4-3) a Torino con la Juventus, finendo settimo e mancando così l'appuntamento con una nuova qualificazione europea.

## Divise e sponsor
Il fornitore di materiale tecnico per la stagione 2002-2003 è Joma, mentre lo sponsor ufficiale è Paluani.
| Casa | Trasferta | Terza divisa |

## Organigramma societario
Area direttiva
- Presidente: Luca Campedelli
- Direttore sportivo: Giovanni Sartori
- Team manager e addetto stampa: Marco Pacione
- Segretario generale: Giancarlo Fiumi
- Segretaria: Elisabetta Lenotti

Area tecnica
- Allenatore: Luigi Delneri
- Allenatore in 2ª: Francesco Conti
- Preparatore dei portieri: Claudio Filippi
- Allenatore Primavera: Stefano Pioli
- Preparatore atletico: Ugo Maranza

Area sanitaria
- Responsabile sanitario: Giampaolo Cantamessa
- Medico sociale: Francesco De Vita
- Massaggiatori: Alfonso Casano e Alex Maggi

## Rosa
| N. |                    | Ruolo | Calciatore           |
| -- | ------------------ | ----- | -------------------- |
| 1  | Italia (bandiera)  | P     | Paolo Codognola      |
| 2  | Ghana (bandiera)   | D     | John Mensah          |
| 3  | Italia (bandiera)  | D     | Tommaso Chiecchi     |
| 3  | Svezia (bandiera)  | D     | Fredrik Risp         |
| 4  | Svezia (bandiera)  | C     | Daniel Andersson     |
| 5  | Italia (bandiera)  | C     | Eugenio Corini       |
| 6  | Italia (bandiera)  | D     | Maurizio D'Angelo    |
| 7  | Italia (bandiera)  | C     | Ivone De Franceschi  |
| 8  | Italia (bandiera)  | C     | Lorenzo D'Anna       |
| 9  | Italia (bandiera)  | A     | Luigi Beghetto       |
| 10 | Italia (bandiera)  | P     | Cristiano Lupatelli  |
| 11 | Italia (bandiera)  | A     | Massimo Marazzina    |
| 11 | Croazia (bandiera) | A     | Saša Bjelanović      |
| 12 | Italia (bandiera)  | P     | Mattia Passarini     |
| 13 | Italia (bandiera)  | C     | Francesco Magnanelli |
| 14 | Italia (bandiera)  | C     | Dario Passoni        |
| 15 | Brasile (bandiera) | C     | Luciano              |
| 16 | Italia (bandiera)  | C     | Ivano Della Morte    |

| N. |                                | Ruolo | Calciatore            |
| -- | ------------------------------ | ----- | --------------------- |
| 17 | Serbia e Montenegro (bandiera) | C     | Nikola Lazetić        |
| 18 | Italia (bandiera)              | D     | Emanuele Pesaresi     |
| 19 | Italia (bandiera)              | C     | Daniele Franceschini  |
| 20 | Italia (bandiera)              | C     | Simone Perrotta       |
| 21 | Germania (bandiera)            | A     | Oliver Bierhoff       |
| 23 | Italia (bandiera)              | D     | Salvatore Lanna       |
| 24 | Italia (bandiera)              | A     | Federico Cossato      |
| 25 | Italia (bandiera)              | D     | Stefano Lorenzi       |
| 26 | Brasile (bandiera)             | A     | Marcos Ariel de Paula |
| 27 | Italia (bandiera)              | D     | Fabio Moro            |
| 28 | Italia (bandiera)              | D     | Gianluca Grassadonia  |
| 29 | Francia (bandiera)             | C     | Lilian Nalis          |
| 31 | Italia (bandiera)              | A     | Sergio Pellissier     |
| 32 | Svizzera (bandiera)            | D     | Giuseppe Aquaro       |
| 33 | Svezia (bandiera)              | A     | Björn Runström        |
| 66 | Italia (bandiera)              | D     | Nicola Legrottaglie   |
| 67 | Italia (bandiera)              | P     | Marco Ambrosio        |
| 74 | Italia (bandiera)              | D     | Moreno Longo          |

## Risultati

### Serie A

#### Girone di andata
| Arbitro: | Messina (Bergamo) |

|                                                    |           |  |
| Legrottaglie 25’ Della Morte 28’ Corini 52’ (rig.) | Marcatori |  |

| Arbitro: | Messina (Bergamo) |

|                        |           |                                         |
| Simeone 5’ Corradi 64’ | Marcatori | 14’ D'Anna 49’ Bierhoff 70’ Della Morte |

| Arbitro: | Tombolini (Ancona) |

|                |           |                    |
| F. Cossato 74’ | Marcatori | 57’ Tare 87’ Šerić |

| Arbitro: | Racalbuto (Gallarate) |

|                          |           |              |
| C. Vieri 15’, 78’ (rig.) | Marcatori | 3’ Marazzina |

| Arbitro: | Gabriele (Frosinone) |

|                                       |           |  |
| D. Franceschini 32’ Corini 47’ (rig.) | Marcatori |  |

| Arbitro: | De Santis (Tivoli) |

|                |           |  |
| Magallanes 18’ | Marcatori |  |

| Arbitro: | Racalbuto (Gallarate) |

|                                           |           |                               |
| Marazzina 22’ Bierhoff 49’ F. Cossato 83’ | Marcatori | 59’ Shevchenko 90+4’ Tomasson |

| Arbitro: | Tombolini (Ancona) |

|  |           |                  |
|  | Marcatori | 90+4’ Pellissier |

| Arbitro: | Morganti (Ascoli Piceno) |

|                                                      |           |          |
| F. Cossato 45’, 87’ D. Franceschini 56’ Perrotta 84’ | Marcatori | 40’ Sala |

| Arbitro: | Trentalange (Torino) |

|                           |           |              |
| Jørgensen 13’ Jancker 27’ | Marcatori | 48’ Bierhoff |

| Arbitro: | Bolognino (Milano) |

|               |           |  |
| Marazzina 27’ | Marcatori |  |

| Arbitro: | Collina (Viareggio) |

|                     |           |                  |
| Nakamura 23’ (rig.) | Marcatori | 49’ Legrottaglie |

| Verona 8 dicembre 2002 13ª giornata | Chievo           | 0 – 0 referto | Bologna | Stadio Marcantonio Bentegodi (13 680 spett.)\| Arbitro: \| Paparesta (Bari) \| |
| Arbitro:                            | Paparesta (Bari) |               |         |                                                                                |

| Arbitro: | Gabriele (Frosinone) |

|  |           |                                               |
|  | Marcatori | 49’ Della Morte 89’ Bierhoff 90+1’ Pellissier |

| Arbitro: | Trefoloni (Siena) |

|                                 |           |  |
| Legrottaglie 64’ Pellissier 73’ | Marcatori |  |

| Arbitro: | Messina (Bergamo) |

|  |           |                |
|  | Marcatori | 89’ F. Cossato |

| Arbitro: | Racalbuto (Gallarate) |

|                |           |                                                     |
| F. Cossato 72’ | Marcatori | 11’, 68’, 86’ (rig.) Trezeguet 20’ (rig.) Del Piero |

#### Girone di ritorno
| Arbitro: | Messina (Bergamo) |

|               |           |  |
| Di Loreto 37’ | Marcatori |  |

| Arbitro: | Farina (Novi Ligure) |

|                   |           |             |
| Corini 45’ (rig.) | Marcatori | 89’ Simeone |

| Brescia 9 febbraio 2003 20ª giornata | Brescia            | 0 – 0 referto | Chievo | Stadio Mario Rigamonti (15 212 spett.)\| Arbitro: \| Tombolini (Ancona) \| |
| Arbitro:                             | Tombolini (Ancona) |               |        |                                                                            |

| Arbitro: | Racalbuto (Gallarate) |

|                               |           |              |
| Corini 22’ (rig.), 36’ (rig.) | Marcatori | 69’ C. Vieri |

| Arbitro: | Rosetti (Torino) |

|            |           |  |
| Sculli 76’ | Marcatori |  |

| Arbitro: | Rizzoli (Bologna) |

|                                          |           |                        |
| Pellissier 30’ F. Cossato 59’ D'Anna 63’ | Marcatori | 16’ Sommese 38’ Donati |

| Milano 9 marzo 2003 24ª giornata | Milan              | 0 – 0 referto | Chievo | Stadio Giuseppe Meazza (56 123 spett.)\| Arbitro: \| De Santis (Tivoli) \| |
| Arbitro:                         | De Santis (Tivoli) |               |        |                                                                            |

| Arbitro: | Bolognino (Milano) |

|  |           |                                                 |
|  | Marcatori | 6’ Mutu 59’ Nakata 67’ Lamouchi 90+1’ Gilardino |

| Arbitro: | Collina (Viareggio) |

|          |           |  |
| Dabo 52’ | Marcatori |  |

| Arbitro: | Pieri (Genova) |

|                                              |           |  |
| Bjelanović 10’ F. Cossato 37’ Pellissier 68’ | Marcatori |  |

| Arbitro: | Bertini (Arezzo) |

|                        |           |               |
| Buscè 23’ Lucchini 61’ | Marcatori | 8’ Bjelanović |

| Arbitro: | Gabriele (Frosinone) |

|                                 |           |                       |
| F. Cossato 24’ Legrottaglie 73’ | Marcatori | 41’ (aut.) F. Cossato |

| Arbitro: | Rosetti (Torino) |

|            |           |                   |
| Signori 2’ | Marcatori | 90+4’ Della Morte |

| Arbitro: | Messina (Bergamo) |

|                                       |           |                     |
| De Franceschi 65’, 69’ Bjelanović 80’ | Marcatori | 47’ E. Di Francesco |

| Arbitro: | Rodomonti (Roma) |

|                        |           |                                                     |
| Amoruso 52’ Caccia 82’ | Marcatori | 11’, 41’ D. Franceschini 21’ Luciano 48’ Bjelanović |

| Verona 17 maggio 2003 33ª giornata | Chievo           | 0 – 0 referto | Roma | Stadio Marcantonio Bentegodi (14 869 spett.)\| Arbitro: \| Rosetti (Torino) \| |
| Arbitro:                           | Rosetti (Torino) |               |      |                                                                                |

| Arbitro: | Pieri (Genova) |

|                                               |           |                        |
| Zalayeta 16’, 57’ Trezeguet 70’ C. Zenoni 87’ | Marcatori | 62’, 74’, 79’ Bierhoff |

### Coppa Italia
| Arbitro: | Morganti (Ascoli Piceno) |

|           |           |              |
| Tosto 58’ | Marcatori | 67’ De Paula |

| Verona 18 dicembre 2002 Ottavi di finale - Ritorno | Chievo             | 0 – 0 | Piacenza | Stadio Marcantonio Bentegodi\| Arbitro: \| Preschern (Mestre) \| |
| Arbitro:                                           | Preschern (Mestre) |       |          |                                                                  |

| Milano 14 gennaio 2003 Quarti di finale - Andata | Milan                     | 0 – 0 | Chievo | Stadio Giuseppe Meazza\| Arbitro: \| Dondarini (Finale Emilia) \| |
| Arbitro:                                         | Dondarini (Finale Emilia) |       |        |                                                                   |

| Arbitro: | Messina (Bergamo) |

|                                  |           |                                                          |
| Beghetto 69’ D. Franceschini 81’ | Marcatori | 1’ K'aladze 43’, 63’ Seedorf 45’ Tomasson 84’ Dalla Bona |

### Coppa UEFA
| Belgrado 19 settembre 2002, ore 20:00 CEST Primo turno - Andata | Stella Rossa | 0 – 0 referto | Chievo | Stadio Stella Rossa\| Arbitro: \| Duhamel \| |
| Arbitro:                                                        | Duhamel      |               |        |                                              |

| Arbitro: | Baskakov |

|  |           |                                 |
|  | Marcatori | 70’ Gvozdenović 86’ Milovanović |

## Statistiche

### Statistiche di squadra
| Competizione | Punti | In casa | In casa | In casa | In casa | In casa | In casa | In trasferta | In trasferta | In trasferta | In trasferta | In trasferta | In trasferta | Totale | Totale | Totale | Totale | Totale | Totale | DR  |
| Competizione | Punti | G       | V       | N       | P       | Gf      | Gs      | G            | V            | N            | P            | Gf           | Gs           | G      | V      | N      | P      | Gf     | Gs     | DR  |
| ------------ | ----- | ------- | ------- | ------- | ------- | ------- | ------- | ------------ | ------------ | ------------ | ------------ | ------------ | ------------ | ------ | ------ | ------ | ------ | ------ | ------ | --- |
| Serie A      | 55    | 17      | 11      | 3       | 3       | 31      | 19      | 17           | 5            | 4            | 8            | 20           | 20           | 34     | 16     | 7      | 11     | 51     | 39     | +12 |
| Coppa Italia | -     | 2       | 0       | 1       | 1       | 2       | 5       | 2            | 0            | 2            | 0            | 1            | 1            | 4      | 0      | 3      | 1      | 3      | 6      | −3  |
| Coppa UEFA   | -     | 1       | 0       | 0       | 1       | 0       | 2       | 1            | 0            | 1            | 0            | 0            | 0            | 2      | 0      | 1      | 1      | 0      | 2      | −2  |
| Totale       | -     | 20      | 11      | 4       | 5       | 33      | 26      | 20           | 5            | 7            | 8            | 21           | 21           | 40     | 16     | 11     | 13     | 54     | 47     | +7  |

### Statistiche dei giocatori
Sono in corsivo i calciatori che hanno lasciato la società a stagione in corso.
| Giocatore        | Serie A  | Serie A | Serie A     | Serie A    | Coppa Italia | Coppa Italia | Coppa Italia | Coppa Italia | Coppa UEFA | Coppa UEFA | Coppa UEFA  | Coppa UEFA | Totale   | Totale | Totale      | Totale     |
| Giocatore        | Presenze | Reti    | Ammonizioni | Espulsioni | Presenze     | Reti         | Ammonizioni  | Espulsioni   | Presenze   | Reti       | Ammonizioni | Espulsioni | Presenze | Reti   | Ammonizioni | Espulsioni |
| ---------------- | -------- | ------- | ----------- | ---------- | ------------ | ------------ | ------------ | ------------ | ---------- | ---------- | ----------- | ---------- | -------- | ------ | ----------- | ---------- |
| M. Ambrosio      | 8        | -11     | 2           | 0          | 4            | -6           | 0            | 0            | -          | -          | -           | -          | 12       | -17    | 2           | 0          |
| D. Andersson     | 12       | 0       | 4           | 1          | 3            | 0            | 0            | 0            | 1          | 0          | 0           | 0          | 16       | 0      | 4           | 1          |
| G. Aquaro        | -        | -       | -           | -          | 1            | 0            | 0            | 0            | -          | -          | -           | -          | 1        | 0      | 0           | 0          |
| L. Beghetto      | 8        | 0       | 1           | 0          | 4            | 1            | 1            | 0            | 2          | 0          | 0           | 0          | 14       | 1      | 2           | 0          |
| O. Bierhoff      | 26       | 7       | 1           | 1          | 2            | 0            | 0            | 0            | 2          | 0          | 0           | 0          | 30       | 7      | 1           | 1          |
| S. Bjelanović    | 12       | 4       | 2           | 0          | -            | -            | -            | -            | -          | -          | -           | -          | 12       | 4      | 2           | 0          |
| E. Corini        | 30       | 5       | 8           | 1          | 1            | 0            | 0            | 0            | 2          | 0          | 1           | 0          | 33       | 5      | 9           | 1          |
| F. Cossato       | 26       | 9       | 5           | 0          | 1            | 0            | 0            | 0            | 2          | 0          | 1           | 0          | 29       | 9      | 6           | 0          |
| M. D'Angelo      | 1        | 0       | 0           | 0          | 3            | 0            | 0            | 0            | -          | -          | -           | -          | 4        | 0      | 0           | 0          |
| L. D'Anna        | 27       | 2       | 7           | 1          | 1            | 0            | 0            | 0            | 2          | 0          | 1           | 0          | 30       | 2      | 8           | 1          |
| I. De Franceschi | 6        | 2       | 1           | 0          | -            | -            | -            | -            | -          | -          | -           | -          | 6        | 2      | 1           | 0          |
| I. Della Morte   | 24       | 4       | 0           | 0          | 4            | 0            | 0            | 0            | 1          | 0          | 0           | 0          | 29       | 4      | 0           | 0          |
| M. De Paula      | 2        | 0       | 0           | 0          | 1            | 1            | 0            | 0            | -          | -          | -           | -          | 3        | 1      | 0           | 0          |
| D. Franceschini  | 33       | 4       | 2           | 0          | 2            | 1            | 0            | 0            | 2          | 0          | 1           | 0          | 37       | 5      | 3           | 0          |
| G. Grassadonia   | 2        | 0       | 0           | 0          | -            | -            | -            | -            | -          | -          | -           | -          | 2        | 0      | 0           | 0          |
| S. Lanna         | 31       | 0       | 4           | 1          | 2            | 0            | 0            | 0            | 2          | 0          | 0           | 0          | 35       | 0      | 4           | 1          |
| N. Lazetić       | 11       | 0       | 2           | 0          | 4            | 0            | 0            | 0            | -          | -          | -           | -          | 15       | 0      | 2           | 0          |
| N. Legrottaglie  | 30       | 4       | 11          | 0          | -            | -            | -            | -            | 2          | 0          | 0           | 0          | 32       | 4      | 11          | 0          |
| S. Lorenzi       | 10       | 0       | 2           | 0          | 4            | 0            | 0            | 0            | -          | -          | -           | -          | 14       | 0      | 2           | 0          |
| Luciano          | 16       | 1       | 2           | 0          | -            | -            | -            | -            | -          | -          | -           | -          | 16       | 1      | 2           | 0          |
| C. Lupatelli     | 26       | -28     | 2           | 0          | -            | -            | -            | -            | 2          | -2         | 0           | 0          | 28       | -30    | 2           | 0          |
| M. Marazzina     | 15       | 3       | 0           | 0          | -            | -            | -            | -            | 2          | 0          | 0           | 0          | 17       | 3      | 0           | 0          |
| J. Mensah        | 11       | 0       | 4           | 0          | 3            | 0            | 0            | 0            | -          | -          | -           | -          | 14       | 0      | 4           | 0          |
| F. Moro          | 29       | 0       | 8           | 0          | 1            | 0            | 1            | 0            | 2          | 0          | 1           | 0          | 32       | 0      | 10          | 0          |
| L. Nalis         | 8        | 0       | 1           | 0          | 4            | 0            | 0            | 0            | -          | -          | -           | -          | 12       | 0      | 1           | 0          |
| D. Passoni       | 6        | 0       | 0           | 0          | 3            | 0            | 0            | 0            | 1          | 0          | 0           | 0          | 10       | 0      | 0           | 0          |
| S. Pellissier    | 25       | 5       | 1           | 0          | 4            | 0            | 0            | 0            | 1          | 0          | 0           | 0          | 30       | 5      | 1           | 0          |
| S. Perrotta      | 32       | 1       | 8           | 0          | -            | -            | -            | -            | 2          | 0          | 1           | 0          | 34       | 1      | 9           | 0          |
| E. Pesaresi      | 7        | 0       | 1           | 0          | 4            | 0            | 0            | 0            | -          | -          | -           | -          | 11       | 0      | 1           | 0          |